# Neblú
Neblú (Luanda, Angola; 16 de diciembre de 1993) es un futbolista de Angola que juega en la posición de guardameta con el CD Primeiro de Agosto de la Girabola desde el 2017.

## Carrera

### Club
| Periodo   | Club         |
| --------- | ------------ |
| 2011      | ASA          |
| 2012–2016 | 1º de Agosto |
| 2016      | Interclube   |
| 2017–     | 1º de Agosto |

### Selección nacional
Debutó con Angola en 2012 y al año siguiente fue convocado para jugar en la Copa Africana de Naciones 2013 pero no jugó ningún partido. Diez años después vuelve a ser convocado para la Copa Africana de Naciones 2023 donde jugó en cuatro de los cinco partidos de Angola en el torneo.

## Logros

### Club
- Girabola (3): 2017, 2018, 2018/19
- Copa de Angola (1): 2019
- Supercopa de Angola (2): 2017, 2019

### Individual
- Mejor guardameta de la Copa COSAFA 2025.